# Bligny-lès-Beaune
Bligny-lès-Beaune település Franciaországban, Côte-d’Or megyében. Lakosainak száma 1273 fő (2022. január 1.). Bligny-lès-Beaune Beaune, Pommard, Tailly, Volnay, Merceuil és Montagny-lès-Beaune községekkel határos.

## Népesség
A település népességének változása:
| Lakosok száma | 552  | 948  | 1076 | 1182 | 1243 | 1244 | 1238 | 1239 | 1243 | 1273 |
|               | 1968 | 1982 | 1990 | 2006 | 2013 | 2015 | 2017 | 2019 | 2020 | 2022 |